# Antonio Barluzzi
Antonio Barluzzi (26 de septiembre de 1884 – 14 de diciembre de 1960) fue un arquitecto italiano a quién se le conoció como el "Arquitecto de la Tierra Santa" por crear, entre muchos otros, las iglesias de peregrinaje del Jardín de Getsemaní, la del Monte Tabor (considerado el Monte de la Transfiguración), en el Monte de las Bienaventuranzas (el sitio del Sermón del Monte), y en la tumba de Lázaro en Betania. También restauró, dándoles un punto de vista nuevo, varias iglesias y capillas que incluyen la capilla católica del Calvario, dentro de la Iglesia del Santo Sepulcro. 
La mayoría de su trabajo fue hecho comisionado por la Custodia Franciscana de la Tierra Santa, con quien estuvo vinculado como miembro terciario.

## Biografía

### Educación y primeros años
Barluzzi nació en Roma, el decimotercer hijo de Camillo Barluzzi y Maria Anna Busiri-Vici; su abuelo materno, Andrea Busiri-Vici, fue el arquitecto responsable del mantenimiento de la Basílica de San Pedro . Ya a los cinco años, Barluzzi crearía bocetos notables de iglesias. Su familia vivía cerca del Vaticano e históricamente eran trabajadores allí. Barluzzi asistió al Liceo Umberto I di Roma, donde fue instruido por Giulio Salvadori . Después de abandonar la escuela en 1902, consideró ingresar al seminario, sin embargo, fue persuadido de retrasar su ingreso al sacerdocio por consejo de su consejero y confesor, el Padre Corrado, quien quería que Barluzzi primero continuara su educación. Desde 1902 hasta 1907 asistió a la Universidad Sapienza de Roma, obteniendo con éxito un título en Ingeniería .

### Primeros proyectos
Barluzzi pasó varios años trabajando con su hermano, Giulio, en proyectos de construcción en Italia (1909-1912) y Medio Oriente (1913-1914). No estaba seguro de si ingresar al sacerdocio y, al discernir su vocación, trabajó en Jerusalén en un hospital de 100 camas para la Sociedad Misionera Italiana. Mientras estaba en Jerusalén, el padre Razzoli, jefe de la Custodia franciscana de Tierra Santa, le pidió que presentara planes para una basílica en el monte Tabor . 

### Primera Guerra Mundial
Con el estallido de Primera Guerra Mundial en 1914  se vio obligado a regresar a Italia. Allí, en 1915, en la recomendación de sus confesores  entra al Seminario Romano de San Juan en el domingo después de Pascua. Aun así nunca atendió conferencias y se salió después de unas pocas semanas. Después de dejar el seminario, entra en el ejército italiano como Sargento y empezó su servicio militar en la Oficina de Fortificaciones supervisando excavaciones arqueológicas del siglo segundo en el Castillo de Sant'Angelo. En 1918 se une al Destacamento Palestina y participó en la entrada aliada en Jerusalén. 

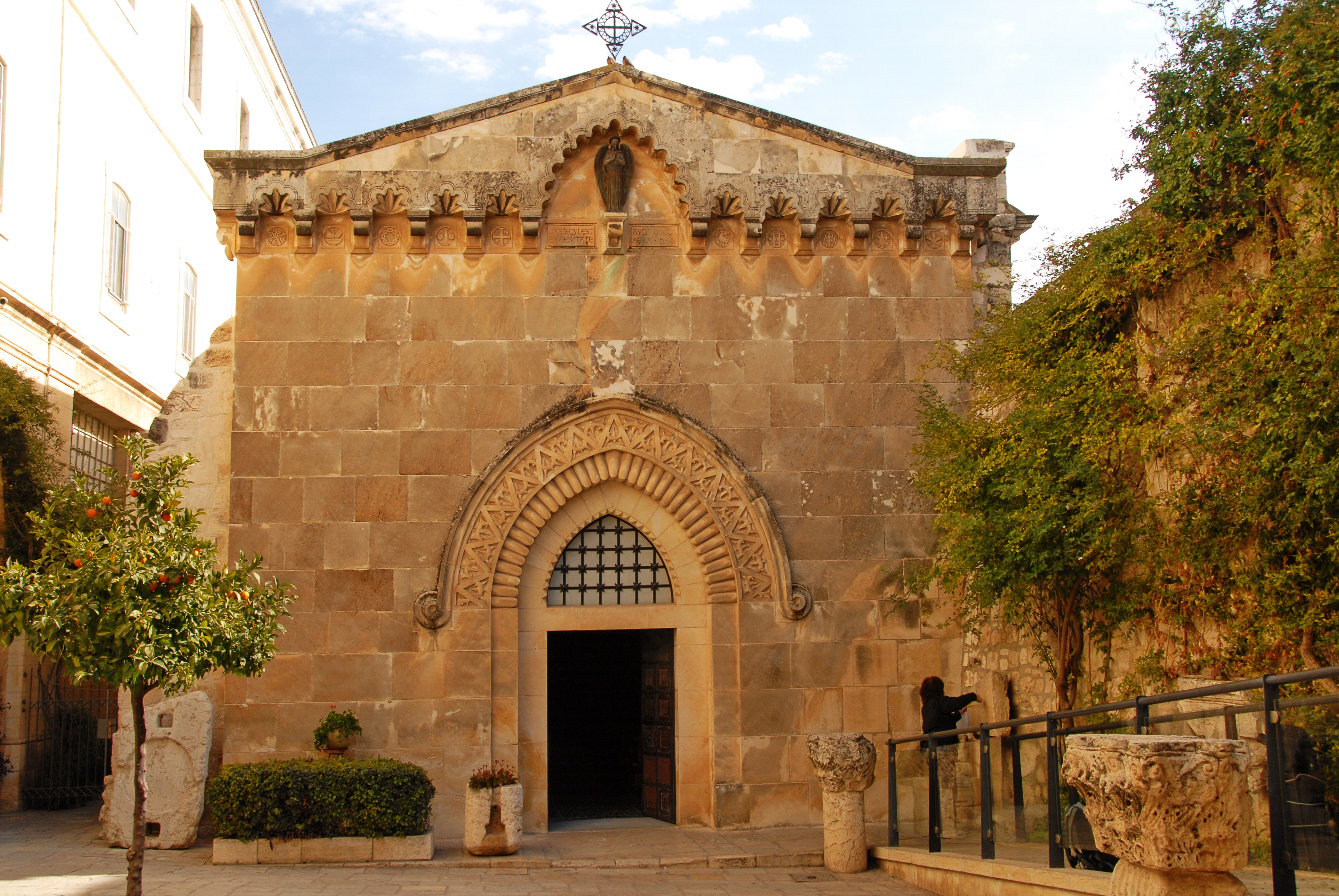
Iglesia de la Flagellación, ciudad vieja de Jerusalén

### Entre las dos Guerras Mundiales
Mientras estaba en Palestina conoció al Padre Custodio Ferdinando Diotallevi, el nuevo jefe de la Custodia de Tierra Santa, que tenía los planes que Barluzzi había trazado preVíamente para el Monte Tabor durante su primera visita. Le pidió a Barluzzi que comenzara a trabajar simultáneamente en esta y otra iglesia en Getsemaní. Preocupado por esta nueva responsabilidad, Barluzzi regresó a Italia para pedir consejo, pero finalmente regresó a Jerusalén decidido y decidido. En 1924 había completado La Iglesia de todas las naciones en Getsemaní y la Iglesia de la Transfiguración en el monte Tabor. Un fuerte nacionalista, Barluzzi fue secretario de la rama de Jerusalén del Partido Fascista de 1927 a 1937.

### Segunda Guerra Mundial
Durante la Segunda Guerra Mundial, Barluzzi estuvo en Cerdeña haciendo trabajos de construcción para los padres franciscanos y capuchinos. Permaneció en Italia hasta 1947. Durante este tiempo planeó un gran templo en el Santo Sepulcro y lo que él pensó era su trabajo final en Tierra Santa, un Santuario de la Encarnación en Nazaret . 
Barluzzi finalmente recibió la comisión para el proyecto Nazaret, y cuando esta decisión fue revocada en 1958, "sufrió un ataque cardíaco que le provocó sordera cerebral y enfisema pulmonar".

### Muerte
Barluzzi murió el 14 de diciembre de 1960 en una pequeña habitación en la Delegación de Tierra Santa en Roma. Su funeral se celebró en la Basílica de San Antonio de Letrán y contó con la presencia del cardenal Gustavo Testa, el procurador general de la orden franciscana y exdelegado apostólico en Palestina.

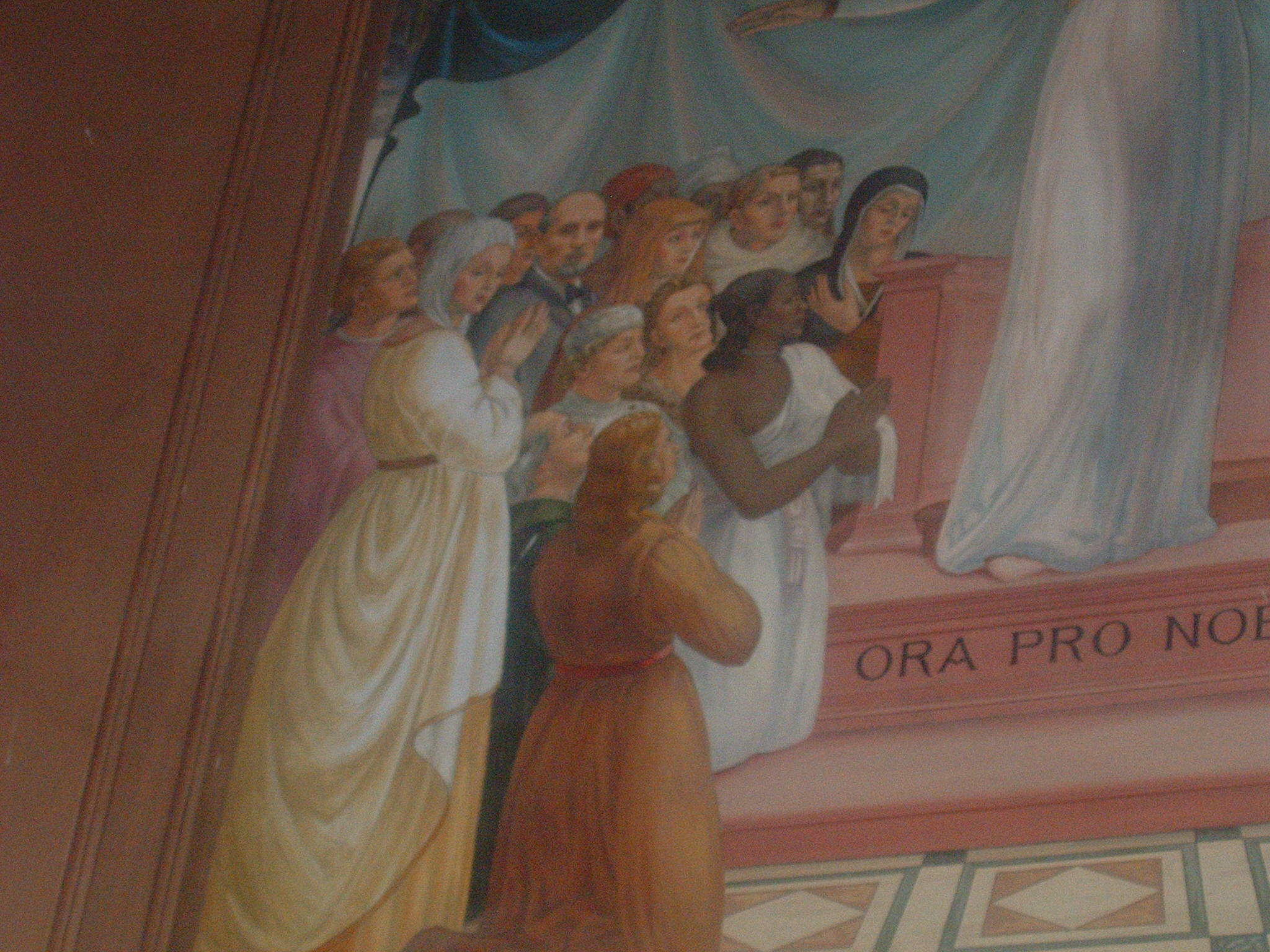
Barluzzi aparece en un fresco en su Iglesia de la Visitación en Ein Karem

## Legado
Hay una semejanza de él cerca de su iglesia en el Monte Tabor y también aparece en un fresco en la pared de la iglesia que diseñó en Ein Karem . 
El propio Barluzzi nunca usó sus medallas ni habló de sus premios y se comportó como un simple monje siempre que fue posible. 
De sus diseños, el escritor de arquitectura HV Morton escribió "Son notables por su originalidad y la variedad de su diseño. . . Barluzzi será reconocido como un genio en los años venideros ".

## Distinciones

### Órdenes
- Italia: Gran Oficial de la Orden al Mérito de la República Italiana (24 de julio de 1957)
- Italia: Caballero de ña Orden de la Corona de Italia (1922)
- Santa Sede: Comandante de la Orden del Santo Sepulcro de Jerusalén (1923)
- Soberana Orden Militar de Malta: Caballero Comandante de la   Soberana Orden Militar de Malta.

### Honores y Membresías
- Vicecónsul Honorario de Italia en Palestina
- Miembro del Consejo Consultivo Arqueológico de Jerusalén
- Miembro de la Pontificia Academia de Bellas artes

- El Hospital italiano en Jerusalén, junto con su hermano Giulio, 1912-1919.
- La Iglesia de todas las naciones, Getsemaní, 1919–24
- La Iglesia de la Transfiguración, Monte Tabor, 1921–24
- Iglesia y Hospicio de Jesús el Buen Pastor en Jericó, 1924-25.[5]
  - Una escuela para niñas en Jericó, 1924.
- Las instalaciones de la legación italiana en Teherán (restauración), 1925-26.
- Terra Sancta College, Jerusalén, construido por la Sociedad de San Pablo de Milán como la "Ópera Cardenal Ferrari ", 1926.[6]
- El Hospital italiano en Amán, Emirato de Transjordania (Jordania de hoy), 1926–28, el primer hospital en esa ciudad.[7]
- La Iglesia de la Flagelación, Jerusalén, reconstruida sobre las ruinas de los cruzados, 1927-29.
- Una nueva casa para los Padres Carmelitas de Haifa y la restauración de su iglesia en el Monte Carmelo, 1930. [cita requerida]
- El hospital italiano en Karak, Transjordania, 1931–33
- Restauración de la capilla católica del Calvario en la Iglesia del Santo Sepulcro, Jerusalén, 1933-37.
- La Iglesia de las Bienaventuranzas, Monte de las Bienaventuranzas junto al mar de Galilea, 1937-38[8]
- Iglesia de San Juan Bautista, Ein Karem, Jerusalén, renovación, 1939
- El claustro de San Jerónimo en la Iglesia de Santa Catalina, Belén (restauración), 1947.
- La Iglesia de San Lázaro, al-Eizariya (Betania bíblica), 1952-53.
- La Iglesia Católica Griega de la Santa Faz y Santa Verónica, Vía Dolorosa, Jerusalén (restauración), 1953.
- La Iglesia de los Ángeles o Gloria en Excelsis, Shepherds 'Field, Beit Sahour, cerca de Belén, 1953-54.[9]
- Dominus Flevit, Monte de los Olivos, 1954-55.[2]
- Iglesia de Bethphage, Monte de los Olivos (restauración), 1955.
- La Iglesia de la Visitación, Ein Karem, completada en 1955.
- La Iglesia Parroquial Latina de San José, Haifa, dirigida por los Carmelitas, 1959-1961. [cita requerida]
- El Patriarcado Católico Armenio, Beirut .
- Iglesias y otros edificios relacionados en Amán y Madaba, Jordania.
- Las iglesias parroquiales en Beit Sahour (Iglesia de Nuestra Señora de Fátima).[10] Irbid y Zarqa .
- El Convento de San Antonio, Jerusalén, para las Hermanas del Inmaculado Corazón de María .
- El monasterio etíope, Jerusalén (restauración). [cita requerida]

## Lecturas relacionadas
- Madden, Daniel (1964). Monuments to Glory: The Story of Antonio Barluzzi, Architect of the Holy Land. Credo.
- Masha Halevi, “A Pious Architect and an Italian Nationalist: Antonio Barluzzi and his activism in promoting the Italian interests in the Holy Land, Cathedra, 144, 2012, pp. 75-106 (Hebreo).
- Masha Halevi, “The Politics behind the Construction of the Modern Church of the Annunciation in Nazareth”, The Catholic Historical Review, 96, no. 1, January  2010, pp. 27–55

- Datos: Q2566960
- Multimedia: Antonio Barluzzi / Q2566960